# Андрија Дикић
Андрија Дикић (XIX век) био је српски сликар и иконописац.

## Дело
Једино његово познато дело је иконостас у Острову из 1841. Андрија Дикић је поменут и у Дубовцу 1844.